# Ana Rita Bessa
Ana Rita Barreira Duarte Bessa (27 de Agosto de 1973) é uma política, economista e professora portuguesa. Atualmente, desempenha as funções de CEO da editora Leya e vogal do Conselho Fiscal da CUF.

## Biografia
Licenciada em Economia e mestre em Ciências Educativas, Ana Rita desempenhou funções como gestora e professora assistente na Universidade Católica Portuguesa.
Foi deputada à Assembleia da República na XIII e XIV legislatura pelo CDS-PP.  Renunciou ao seu mandato na XIV legislatura, a 28 de Setembro de 2021.